# Cabezón de Cameros
Cabezón de Cameros ist ein Ort und eine zur bevölkerungsarmen Serranía Celtibérica gehörende Gemeinde (municipio) mit nur noch 22 Einwohnern (Stand: 2024) in der Autonomen Gemeinschaft La Rioja im Norden Spaniens.

## Lage und Klima
Der Ort Cabezón de Cameros liegt am Oberlauf des Río Leza gut 42 km (Fahrtstrecke) südwestlich der Provinzhauptstadt Logroño in einer Höhe von ca. 920 m. Soria, die Hauptstadt der südlich an die Rioja angrenzenden altkastilischen Provinz, befindet sich ca. 60 km südlich. Das Klima ist gemäßigt bis warm; Regen (ca. 625 mm/Jahr) fällt hauptsächlich im Winterhalbjahr.

## Bevölkerungsentwicklung
| Jahr      | 1857 | 1900 | 1950 | 2000 | 2018 |
| Einwohner | 563  | 563  | 392  | 176  | 116  |

Infolge der Mechanisierung der Landwirtschaft, der Aufgabe bäuerlicher Kleinbetriebe und des daraus resultierenden geringeren Arbeitskräftebedarfs ist die Einwohnerzahl des Bergorts seit Beginn des 20. Jahrhunderts deutlich zurückgegangen (Landflucht).

## Wirtschaft
Die Gemeinde war jahrhundertelang zum Zweck der Selbstversorgung landwirtschaftlich orientiert, wobei die Viehwirtschaft (Milch, Käse, Fleisch) im Vordergrund stand; aus der Schafwolle wurden Weberzeugnisse hergestellt, die auch getauscht oder verkauft werden konnten. Heute werden vor allem im Sommerhalbjahr Ferienwohnungen (casas rurales) vermietet.

## Geschichte
Keltiberische, römische, westgotische und selbst islamisch-maurische Siedlungsspuren wurden auf dem Gemeindegebiet nicht entdeckt. Das hochgelegene Gebiet diente jahrhundertelang als Sommerweide für Schafe und Ziegen. Eine militärische Rückeroberung (reconquista) durch die Christen fand wohl nicht statt, doch wurde der Platz im Rahmen der Repoblación allmählich besiedelt. Seit etwa 1040 gehörte die Gegend zur von García Sánchez III. geschaffenen Grundherrschaft (señorio) der Tierra de Cameros. Im Mittelalter war die Region zeitweise zwischen den Königreichen Kastilien und Navarra umstritten. Nach der Abschaffung der Grundherrschaften im Jahr 1811 gehörte sie zur Provinz Soria und kam erst im Jahr 1833 zur neugeschaffenen Provinz Logroño, aus der später die Region La Rioja hervorging.

## Sehenswürdigkeiten

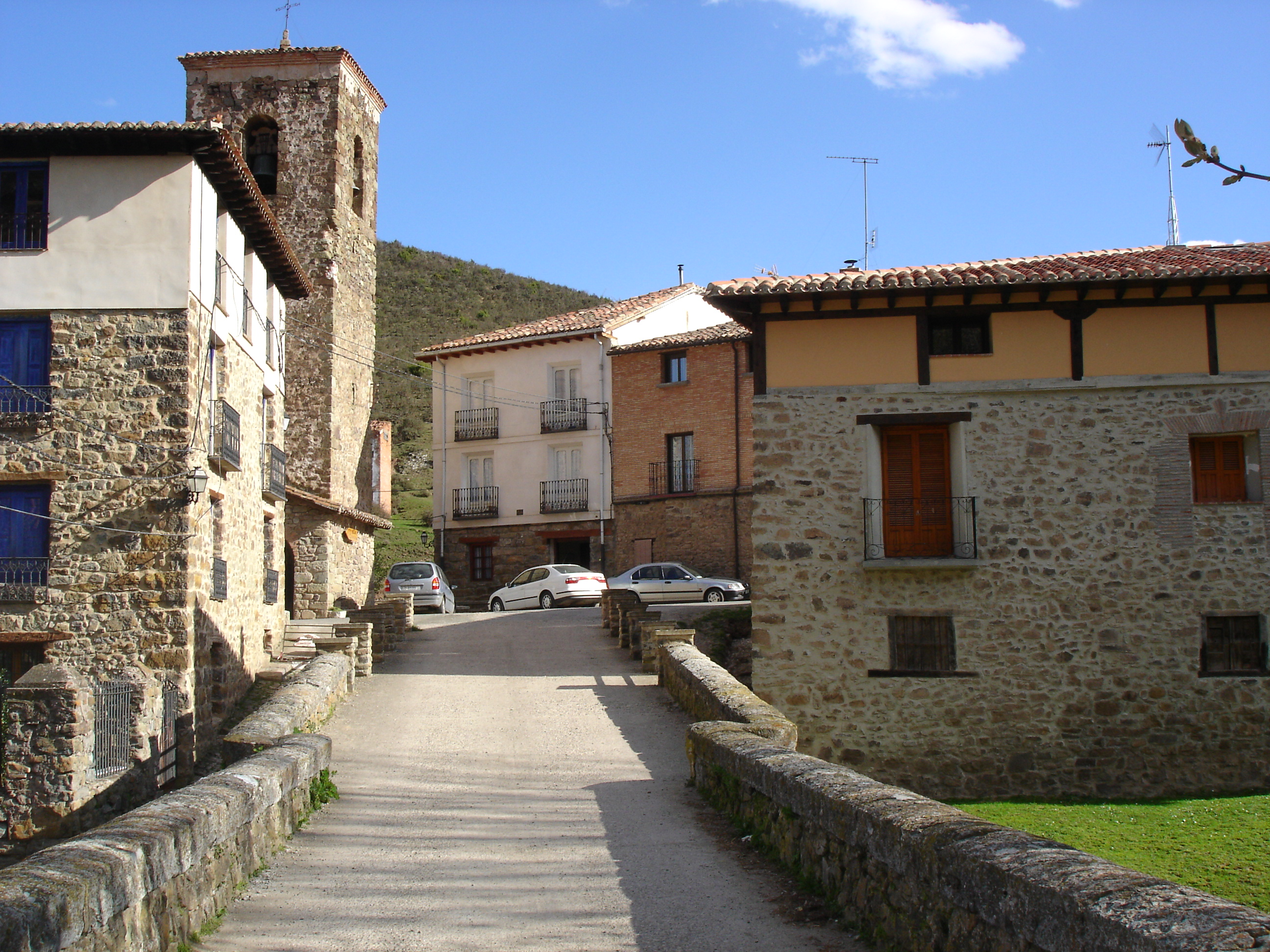
Ortsbild

Die im 16. Jahrhundert an der Stelle eines mittelalterlichen Vorgängerbaus aus Hau- und Bruchsteinen (sillería y mampostería) errichtete einschiffige Iglesia de Nuestra Señora de la Asunción ist der Himmelfahrt Mariens geweiht. Sie verfügt über einen Glockenturm (campanario) und ein niedrigeres Querhaus. Im sterngewölbten Innern ist vor allem das imposante Altarretabel (retablo) hinter dem Hauptaltar sehenswert. In der südlichen Querhauskapelle findet sich ein bewegliches Retabel mit einer fast kitschig anmutenden Darstellung der Passion Christi aus dem Jahr 1839; es konnte demontiert und bei Prozessionen andernorts wiederaufgebaut werden.